# Казе Кочети (Торино)
Казе Кочети је насеље у Италији у округу Торино, региону Пијемонт.
Према процени из 2011. у насељу је живело 67 становника. Насеље се налази на надморској висини од 154 м.